# سفارت ایالات متحده آمریکا در رم

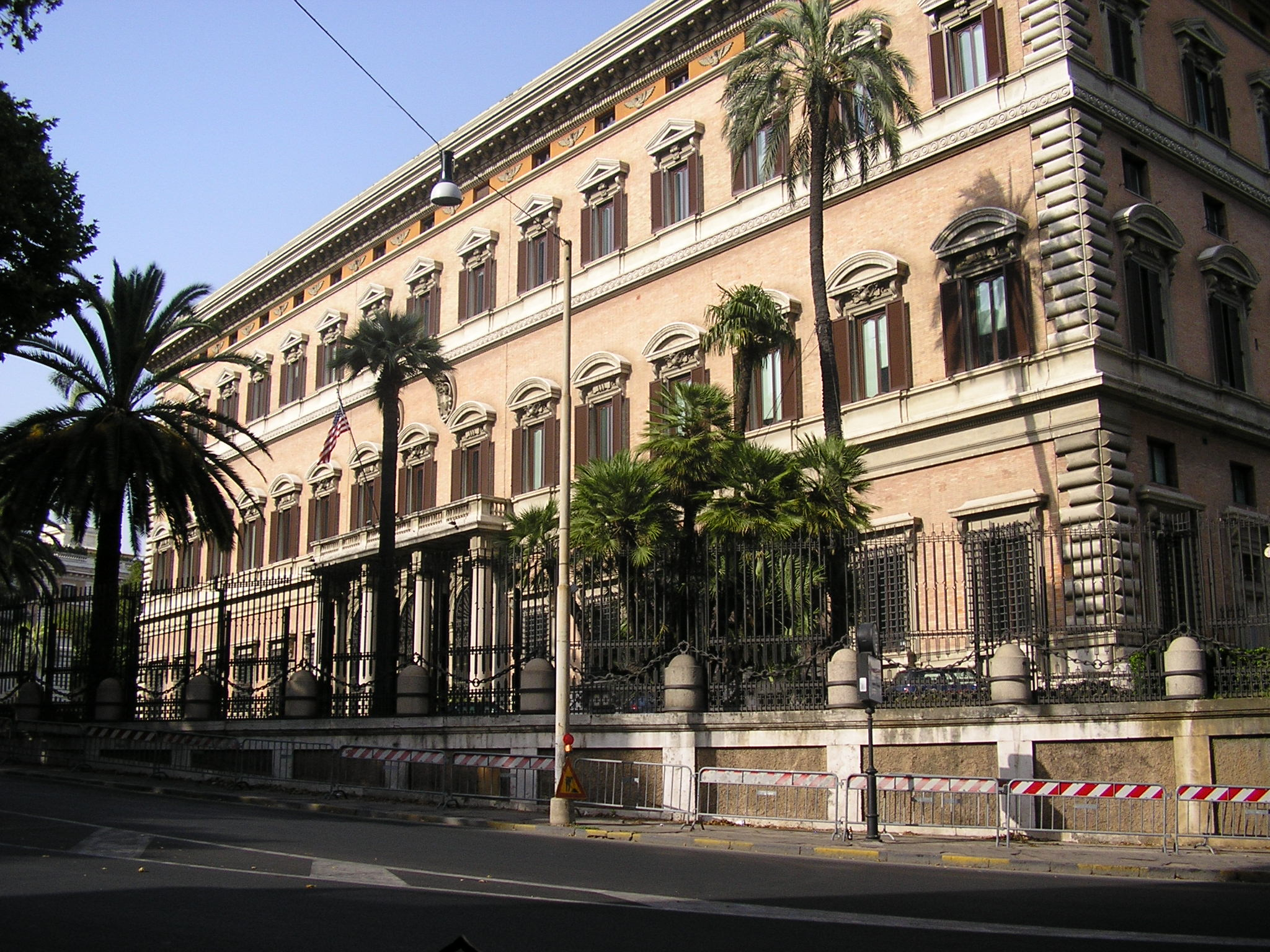
نمایی بیرونی از سفارت ایالات متحده آمریکا در رم

سفارت ایالات متحده آمریکا در رم (به ایتالیایی: Ambasciata statunitense in Italia) یک منطقهٔ مسکونی و نمایندگی سیاسی ایالات متحده آمریکا در ایتالیا است که در رم واقع شده‌است.